# Epitriptus micans
Epitriptus micans är en tvåvingeart som först beskrevs av Johann Wilhelm Meigen 1820.  Epitriptus micans ingår i släktet Epitriptus och familjen rovflugor.
Artens utbredningsområde är Frankrike. Inga underarter finns listade i Catalogue of Life.